# Угорська крона
Уго́рська кро́на (угор. Magyar korona) — грошова одиниця Угорщини в період з 1919 року до 31 грудня 1926 року. Спочатку перебувала в обігу паралельно з австро-угорською кроною (у співвідношенні 1:1), яку остаточно змінила в березні 1920 року. Була знецінена в результаті інфляції, а з 1 січня 1927 року замінена на пенге.
1 крона = 100 філерів (угор. fillér).

## Історія

### До розпаду Австро-Угорщини
З 1892 року в Угорщині, як і в інших землях Австро-Угорської імперії, замість гульдена було впроваджено нову грошову одиницю — австро-угорську крону. У 1878 році замість Австрійського національного банку був створений новий емісійний центр — Австро-Угорський банк. Відповідно до австро-угорської угоди 1867 року фінансова система Австро-Угорщини відносилася до «загальних справ», що знаходилися в імперській компетенції. Монети з легендою угорською мовою, що карбувалися на монетному дворі в місті Кермецбанья (нині — місто Кремниця в Словаччині), були законним платіжним засобом нарівні з монетами австрійського типу, які випускалися на монетному дворі у Відні.
У складі імперії Угорщина відігравала роль аграрного придатку, постачальника дешевої сировини і ринку збуту австрійських промислових виробів. Близько 80 % зовнішньої торгівлі Угорщини до Першої світової війни припадало на Австрію, причому вивозилася переважно сільськогосподарська продукція, а ввозилися промислові вироби. Проте наприкінці XIX — на початку XX століття мало місце зростання великої промисловості і її концентрація. У 1899 році 8 кам'яновугільних підприємств забезпечували 83,4 % видобутку вугілля Угорщини, 4 підприємства — 86,8 % виробництва залізняку, 96,4% — виробництва сталі. У 1910 році на 4025 підприємствах, що становили 2 % від загального числа підприємств Угорщини, вироблялося 75% промислової продукції Угорщини і було зайнято 45 % усіх робітників. У 1900 році п'ять найбільших банківських груп Угорщини зосередили 47 % банківського капіталу, до 1913 року їхня частка становила вже понад 57 %. В інвестуванні іноземного капіталу до Угорщини переважали Австрія і Німеччина. Більш ніж половина акцій будапештських фінансових установ перебувала в руках іноземного капіталу, перш за все, австрійського і німецького. В той же час значну частку складало кустарне виробництво. У 1910 році 49 % робітників були зайняті на підприємствах з числом працівників менше двадцяти. У промисловості було зайнято лише 17 % населення. У сільському господарстві переважало поміщицьке землеволодіння. У 1895 році 3977 землевласників, що мали понад 1000 хольдів землі і що становили 0,2 % від числа господарств, володіли 32,1 % посівних площ країни, а 460 000 селянських господарств, що мали менше 5 хольдів землі — 6,1% посівних площ. Земельна рента, яку отримували поміщики, становила не менше 15 % національного доходу.
У 1913 році, за рік до початку Першої світової війни, намітився спад ділової активності, скорочення інвестицій, зростання безробіття. З початком війни різко зросли військові витрати, що збільшилися до 70 млрд крон, з яких на частку Угорщини припадало 25 млрд крон. 28 грудня 1918 року в Угорщині були введені картки на хліб. Із загального числа мобілізованих в Австро-Угорщині за час війни (9 млн люд.) в Угорщині було мобілізовано 4 138 тис. чол., з них відправлено на фронт 3 436 776 люд., близько 2 млн осіб загинуло, було поранено або взято в полон. Кількість убитих з числа мобілізованих в Угорщині була більшою на 10%, ніж в Австрії. У 1918 році врожай пшениці і жита в Угорщині впав порівняно з 1913 роком до 56 %.

### Угорська Народна Республіка

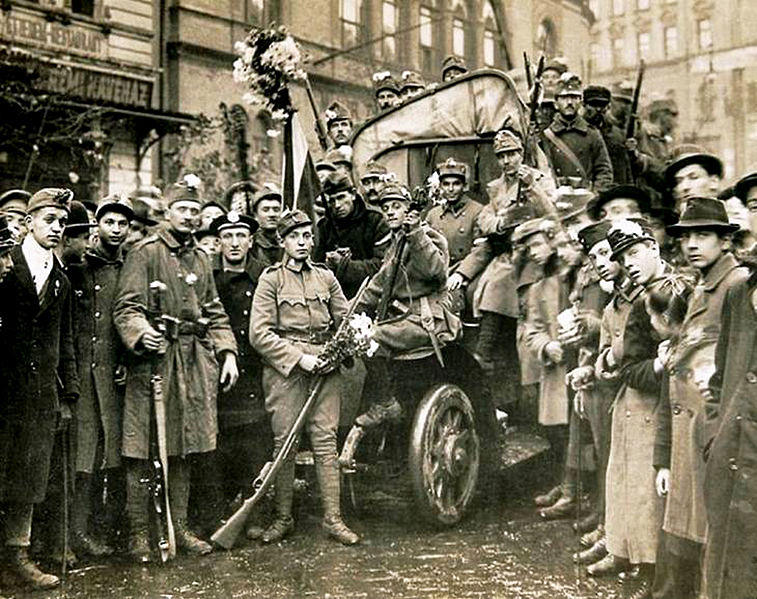
Будапешт, 31 жовтня 1918 року («революція айстр»)

16 жовтня 1918 року було опубліковано маніфест імператора Карла про перетворення Австро-Угорщини на федерацію. Наступного дня, 17 жовтня, парламент Угорщини розірвав унію з Австрією. 31 жовтня в Угорщині почалася «революція айстр», прем'єр-міністром Угорщини став Міхай Карої. 5 листопада парламент оголосив про усунення Карла від влади і позбавив його угорського трону. 3 листопада Австро-Угорщина підписала в Падуї перемир'я з Антантою. Оскільки Угорщина на момент підписання перемир'я вже розірвала унію з Австрією, багато членів угорського уряду вважали за необхідне підписати нове перемир'я, сподіваючись до того ж на пом'якшення його умов для Угорщини. Карої, погодившись із цією вимогою, заявив про відмову від умов Падуанського перемир'я. Проте умови угоди про перемир'я з Антантою, підписаного 13 листопада в Белграді, були ще важчими, ніж умови Падуанського перемир'я.
Після розпаду Австро-Угорщини Австро-Угорський банк, що перебував у спільному управлінні Австрії та Угорщини, продовжував емісію австро-угорської крони, спільної валюти для Австрії, Угорщини, Чехословаччини, а також територій Австро-Угорщини, що увійшли до складу інших країн. Банкноти продовжували друкуватися у Відні. Карої вдалося отримати згоду Австро-Угорського банку на виготовлення банкнот в Угорщині, і 7 листопада 1918 року в Будапешті було розпочато випуск банкнот номіналом у 200 крон.
16 листопада Карої проголосив Угорщину республікою і прийняв повноваження президента. Намагаючись зберегти Угорщину в довоєнних кордонах, наприкінці 1918 року уряд вів переговори з представниками Хорватії, Словаччини і Трансильванії, переконуючи їх залишитися у складі Угорщини. Переговори закінчилися невдало. Словаччина об'єдналася з Чехією, південні слов'янські землі увійшли до складу Королівства сербів, хорватів і словенців. 1 грудня 1918 року Румунська національна рада Трансильванії проголосувала за приєднання до Румунії, до Трансильванії були введені румунські війська. До середини січня 1919 року під контролем угорського уряду перебували (окрім території, яка приблизно відповідає сучасній Угорщині) лише частина Закарпатської України і західна Трансильванія.
Однією з найважливіших проблем, яку мали розв'язати нові держави, утворені після розпаду Австро-Угорщини, була стабілізація курсу валюти і запобігання її подальшому знеціненню. Ініціативу виправити становище взяла на себе Чехословаччина. В першу чергу її уряд зажадав від Австро-Угорського банку припинити виплати по військових облігаціях і кредитування урядів Австрії і Угорщини. Пізніше були проведені переговори між Австро-Угорським банком і новоутвореними державами, на яких було прийнято рішення дозволити всім новим державам самим призначати емісарів для контролю за емісією. Банк зобов'язався не надавати позик без відома всіх емісарів. Банк швидко порушив домовленості з урядами нових держав, відновивши виплати по облігаціях і прокредитував уряд Австрії. Втративши довіру до банку, нові держави приступили до створення національних кредитно-грошових систем. У січні 1919 року в Югославії, а в березні того ж року — у Чехословаччині було проведено штемпелювання банкнот. У березні 1919 року штемпелювання банкнот було проведене в Австрії.
21 березня 1919 року в Угорщині також планувалося провести штемпелювання банкнот, але політична нестабільність не дозволила приступити до формування власної кредитно-грошової системи одночасно з сусідніми країнами.

### Угорська Радянська Республіка

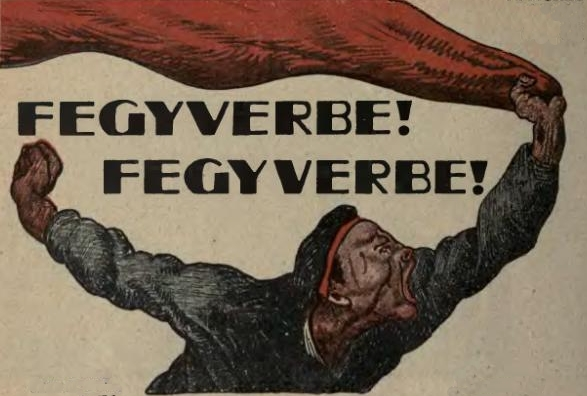
Плакат періоду Радянської республіки

20 березня 1919 року представник Антанти вручив Карої ноту. Антанта вимагала відведення угорських і румунських військ від лінії бойових дій на 50-80 кілометрів, в нейтральну зону вводилися війська Антанти. В разі відмови Антанта погрожувала почати військові дії проти Угорщини. Прийняття ноти викликало б протести населення проти окупації угорських територій, а відмова — війну з Антантою. 21 березня 1919 президент Карої і його уряд пішли у відставку. Новий уряд очолив Шандор Гарбаї, того ж дня була проголошена Угорська Радянська Республіка.
Використовуючи підготовлені урядом Карої друкарські кліше і запас паперу, уряд Радянської республіки у квітні 1919 року продовжив розпочатий за Карої випуск банкнот Австро-Угорського банку. Австрія, що дала раніше уряду Карої згоду на друк банкнот, оголосила цей випуск і випуск уряду Карої незаконним.
Радянським урядом було проведено націоналізацію промислових і торгових підприємств, банків, великих земельних володінь, художніх цінностей. Приватні страхові товариства були об'єднані в Центральну робітничу страхову касу. Було запроваджено монополію на зовнішню торгівлю, встановлено мінімум і максимум заробітної плати, обмежено тривалість робочого дня.
23 березня розпочалася війна з Чехословаччиною. 16 квітня румунські війська почали наступ у Трансильванії. В кінці квітня румунські і чехословацькі війська з'єдналися в Закарпатській Україні. У травні румунський наступ було зупинено, а до 11 червня удалося розбити чехословацьку армію і вийти до Карпат, де 16 червня була проголошена Словацька Радянська Республіка.
Навесні радянський уряд зіткнувся з несподіваною проблемою в грошовому обігу. Однобічні банкноти Австро-Угорського банку зразка 1918 років у 25 і 200 крон, що називалися «білими грошима», було випущено як тимчасові банкноти і містили вказівку на те, що до 30 червня 1919 року вони мають бути замінені на звичайні банкноти («сині гроші»). Австро-Угорський банк відмовився забезпечувати уряд Радянської республіки «синіми» купюрами. Вартість «білих» грошей на ринку незабаром впала у 2 рази порівняно із «синіми», а потім селяни взагалі почали відмовлятися їх приймати. Радянському уряду довелося терміново вживати заходів для створення національної грошової системи. Тимчасовим емісійним банком Угорщини був оголошений Поштово-ощадний банк. У червні 1919 року банк почав випуск банкнот. Новими банкнотами, що користувалися більшою довірою, ніж «білі гроші», передбачалося замінити в обігу всі банкноти Австро-Угорського банку, але швидка зміна політичної ситуації не дозволила цього зробити. В обігу надалі знаходилися і старі, і нові банкноти.
Незабаром угорські війська залишили територію Словаччини. 20 липня було почато наступ у Трансильванії, але його зупинили румунські війська, які потім почали наступ на Будапешт. 1 серпня Революційна керівна рада Радянської республіки пішла у відставку, було створено новий уряд, який очолив Дюла Пейдль. 3-4 серпня румунські війська вступили до Будапешта, а 6 серпня за допомогою румунських військ уряд Пейдля був повалений і до влади прийшов тимчасовий уряд Іштвана Фрідріха.

### Регентство Горті

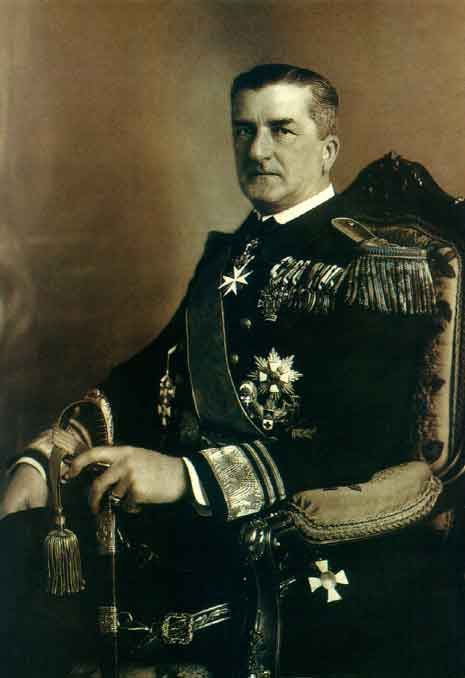
Міклош Горті, регент Угорщини в 1920–1944 роках

Після створення Радянської республіки, Дюла Карої в Араді (у Трансильванії) спробував створити антирадянський уряд, але румунські війська змусили його перебратися до Сегеда, який став центром боротьби з Радянською республікою. До складу сегедського уряду як військовий міністр увійшов Міклош Горті. 15 листопада його війська увійшли до Будапешта, залишеного румунською армією напередодні. 25 січня 1920 року було проведено вибори до Національних зборів. 1 березня того ж року Національні збори наділили Горті повноваженнями регента.
18 березня 1920 року було проведено штемпелювання банкнот Австро-Угорського банку червоним круглим штемпелем з написом «MAGYARORSZÁG». Угорщина була однією з останніх країн, що припинили використання австро-угорської крони; тільки у Словаччині воно припинилося пізніше (у жовтні 1920 року). Від того часу законним платіжним засобом в Угорщині були: банкноти Австро-Угорського банку в 1 і 2 крони (не штемпелювалися), проштамповані банкноти Австро-Угорського банку номіналом від 10 до 10 000 крон, випущені Радянським урядом банкноти Поштово-ощадного банку, й австро-угорські монети.
Устаткування монетного двору в Кермецбанья було перевезене до Будапешта, де в 1920 році було розпочато карбування монет у філерах. У листопаді того ж року було випущено розмінні квитки Поштово-ощадного банку у філерах. У тому ж місяці було почато вилучення з обігу банкнот Австро-Угорського банку. Першими були вилучені «білі» купюри у 25 крон і купюри радянського випуску в 200 крон.
4 червня 1920 року було підписано Тріанонський договір, що юридично закріплював відторгнення від Угорщини вже фактично втрачених нею в 1918–1919 роках територій. За умовами договору Угорщина втратила 2/3 своєї довоєнної території і населення, 88 % лісових ресурсів, 83% виробництв чавуну і 67 % банківсько-кредитної системи. Угорщина була також зобов'язана сплачувати репарації, сума яких у 1924 році була визначена у 200 млн золотих крон, які слід було сплатити протягом 1924–1943 років. Фінанси Угорщини за умовами договору контролювалися Союзною контрольною комісією, яка для гарантії виплати репарацій прийняла в заставу все майно і джерела доходів Угорської держави.
| Територія, втрачена Угорщиною відповідно до Тріанонського договору                               | Країна, якій відійшла територія          | Обставини втрати території | Валюта, введена на даній території |
| ------------------------------------------------------------------------------------------------ | ---------------------------------------- | --- | --- |
| Трансильванія і східна частина Банату                                                            | Румунія                                  | 7 грудня 1918 року почато введення румунських військ до Трансильванії, яка повністю була зайнята до кінця року. Зроблені в квітні-липні 1919 року спроби угорських військ повернути Трансильванію були відбиті. У грудні 1919 території анексовані Румунією.                                                | У грудні 1918 року почато використання румунського лея. У період з 10 червня по 28 серпня 1919 року вироблено штемпелювання банкнот Австро-Угорського банку, які знаходилися в обігу паралельно з леєм у співвідношенні 1 лей = 2 крони. Вилучення банкнот у кронах почалось 1 вересня 1920 року і проводилося до кінця 1921 року. |
| Хорватія, Бачка і західна частина Банату                                                         | Королівство Сербів, Хорватів і Словенців | 29 жовтня 1918 року була проголошена Держава Словенців, Хорватів і Сербів, що об'єдналася 1 грудня того ж року з Сербією, було утворено Королівство Сербів, Хорватів і Словенців. Всі території зайняті сербськими і французькими військами і загонами місцевих органів влади.                              | У січні 1919 року вироблено штемпелювання банкнот Австро-Угорського банку. У 1919–1920 роках крона Королівства сербів, хорватів і словенців була в ужитку як паралельна валюта одночасно з динаром у співвідношенні 4 крони = 1 динар, в 1920 році замінена на динар.                                                              |
| частина Мармароша, частина Уґоча, частина Комарома, частина Ноґрада, частина Береґа, Унґ і Нітра | Чехословаччина                           | 30 жовтня 1918 Словацька народна рада приймає декларацію про входження до складу Чехословаччини. У травні-червні 1919 року в результаті успішного наступу війська Угорської Радянської республіки зайняли значну частину Словаччини, але на початку липня того ж року угорські війська покинули Словаччину. | У жовтні 1920 року вироблена наклейка знаків відповідності на банкноти Австро-Угорського банку. Згодом проведено їхній обмін на чехословацькі крони. |
| Бургенланд                                                                                       | Австрія                                  | Західна частина Бургенланда передана Австрії в кінці 1921 року. Місто Шопрон, за результатами референдуму, проведеного в грудні того ж року, залишилося у складі Угорщини. | Австрійська крона |

9 травня 1921 року було розпочато випуск державних грошових знаків (Államjegy). Спочатку вони випускалися казначейством, а 11 липня 1921 року було створено Королівський Угорський державний банк, що отримав право емісії. Банк почав операції 1 серпня того ж року. Банкноти Поштово-ощадного банку також продовжували залишатися законним платіжним засобом.
Уряд Угорщини надав значні суми дотаційних кредитів приватному сектору. Це створило значне навантаження на державний бюджет і пришвидшило інфляцію. У період з березня 1923 по лютий 1924 середньомісячний темп інфляції становив 46 %, максимальний місячний темп інфляції — 98 %. Ціни за вказаний період виросли в 44 рази.
Поступово збільшувався номінал грошових знаків. Найбільший номінал державних грошових знаків, випущених у 1921 році, був, як і в банкнот Австро-Угорського банку, 10 000 крон. У 1922 році була випущена купюра в 25 000 крон. Випущені в 1923–1924 роках купюри були меншого розміру, ніж банкноти 1921 року, при цьому найменший номінал банкнот нового випуску становив вже 100 крон. У липні 1923 було випущено банкноти 50 000 і 100 000 крон, у лютому 1924–500 000, в березні 1924 — 1 млн крон. Одночасно з випуском нових банкнот продовжувалося вилучення з обігу банкнот Австро-Угорського банку і Поштово-ощадного банку. З 1 жовтня 1925 року в обігу використовувалися лише угорські банкноти, випущені в період правління Горті. До 31 грудня 1926 року законним платіжним засобом були австро-угорські монети, які фактично не використовували в обігу: 1, 2 філерів, 1, 2, 5, 10, 20, 100 крон всіх зразків, 10 і 20 філерів зразка 1914 року.
У 1924 році для стабілізації фінансової сфери уряд отримав зовнішню «стабілізаційну позику». 24 червня того ж року у формі товариства з обмеженою відповідальністю було створено новий центральний банк — Угорський національний банк. У 1925 році почалося пожвавлення економіки, активно розвивалася легка промисловість, чому сприяли високі протекціоністські мита (до 25—50% вартості товару, що ввозився). Припинилося знецінення крони, курс до долара США стабілізувався на рівні: 1 долар = 72 000 крон. Це дозволило почати підготовку до проведення грошової реформи.
25 листопада 1925 року було ухвалено закон про введення нової валюти — пенге. У 1926 році з обігу було вилучено банкноти в кронах зразка 1920 і 1922 років (окрім банкнот дрібних номіналів — від 1 до 50 крон), внаслідок цього було ліквідовано різноманіття видів банкнот однакових номіналів, що знаходилися в обігу. У тому ж році розпочато виробництво нових монет і банкнот в пенге.
З 1 січня 1927 року пенге був введений в обіг, обмін проводився у співвідношенні: 12 500 крон = 1 пенге. На банкноти номіналом від 1000 до 1 млн крон наносилися надруки нового номіналу (у пенге або філерах). Банкноти номіналом від 1 до 100 000 крон знаходилися в обігу до 30 червня 1927 року, банкноти в 500 000 і 1 млн крон — до 30 червня 1928 року.

## Банкноти

### Банкноти Австро-Угорського банку (1918–1919)
Урядом Карої з 7 листопада 1918 по 8 лютого 1919 року випускалися однобічні банкноти Австро-Угорського банку в 200 крон. На банкнотах, що друкувалися в Будапешті, вказувалася серія «A» і номер менше числа 2000.
Було підготовлено банкноти Австро-Угорського банку в 200 крон, що містили текст на аверсі лише угорською мовою. Малюнок банкноти виконав Елек Фалуш. В обіг 16 листопада 1918 року було випущено незначну кількість цих банкнот, подальший їхні випуск відразу припинили. Було виготовлено 450 000 цих банкнот, але збереглася дуже невелика їхня кількість, майже все — з перфорацією «MUSTER» («зразок»).
Банкноти Австро-Угорського банку, що випускалися урядом Радянської республіки з квітня 1919 року, були ідентичні банкнотам Австро-Угорського банку і відрізнялись від них лише нумерацією. Серії банкнот, випущених Радянською республікою, починалися з чисел: 1 крона — 7000, 2 крони — 7000, 25 крон — 3000, 200 крон — 2000.
| Зображення          | Зображення          | Номінал  | Розмір       | Дата                 | Дата                                                           | Дата                                                           |
| Аверс               | Реверс              | Номінал  | Розмір       | Вказана на банкнотах | Випуску в обіг                                                 | Вилучення із обігу                                             |
| ------------------- | ------------------- | -------- | ------------ | -------------------- | -------------------------------------------------------------- | -------------------------------------------------------------- |
|                     |                     | 1 крона  | 112 × 67 мм  | 1 грудня 1916 р.     | 30 квітня 1919 р.                                              | 14 березня 1922 р.                                             |
|                     |                     | 2 крони  | 123 × 83 мм  | 1 березня 1917 р.    | 25 травня 1919 р.                                              | 31 грудня 1922 р.                                              |
|                     |                     | 25 крон  | 135 × 80 мм  | 27 жовтня 1918 р.    | 25 квітня 1919 р.                                              | 11 листопада 1920 р.                                           |
|                     |                     | 200 крон | 167 × 99 мм  | 27 жовтня 1918 р.    | 20 травня 1919 р.                                              | 11 листопада 1920 р.                                           |
| Зовнішнє зображення | Зовнішнє зображення | 200 крон | 171 × 120 мм | 3 листопада 1918 р.  | У обіг випущені одиничні екземпляри, випуск відразу скасований | У обіг випущені одиничні екземпляри, випуск відразу скасований |

### Банкноти Поштово-ощадного банку (1919)
У червні 1919 року було розпочато випуск банкнот Поштово-ощадного банку в 5, 10 і 20 крон. Автор малюнка банкноти в 5 крон — Арнольд Гара, банкнот в 10, 20 і 100 крон — Ференц Хельбінг. Автор малюнка банкноти в 1000 крон невідомий.
| Зображення          | Зображення          | Номінал   | Розмір       | Дата                 | Дата               | Дата               |
| Аверс               | Реверс              | Номінал   | Розмір       | Вказана на банкнотах | Випуску в обіг     | Вилучення із обігу |
| ------------------- | ------------------- | --------- | ------------ | -------------------- | ------------------ | ------------------ |
|                     |                     | 5 крон    | 132 × 80 мм  | 15 травня 1919 р.    | 6 червня 1919 р.   | 28 січня 1923 р.   |
| Зовнішнє зображення | Зовнішнє зображення | 5 крон    | 132 × 81 мм  | 9 серпня 1919 р.     | Не випущені в обіг | Не випущені в обіг |
| Зовнішнє зображення | Зовнішнє зображення | 10 крон   | 140 × 88 мм  | 15 травня 1919 р.    | Не випущені в обіг | Не випущені в обіг |
| Зовнішнє зображення | Зовнішнє зображення | 10 крон   | 140 × 88 мм  | 15 липня 1919 р.     | 23 липня 1919 р.   | 28 січня 1923 р.   |
|                     |                     | 10 крон   | 140 × 88 мм  | 9 серпня 1919 р.     | 14 вересня 1919 р. | 28 січня 1923 р.   |
|                     |                     | 20 крон   | 145 × 90 мм  | 15 липня 1919 р.     | 23 липня 1919 р.   | 28 січня 1923 р.   |
| Зовнішнє зображення | Зовнішнє зображення | 20 крон   | 145 × 90 мм  | 9 серпня 1919 р.     | 14 вересня 1919 р. | 28 січня 1923 р.   |
|                     |                     | 100 крон  | 168 × 120 мм | 15 липня 1919 р.     | Не випущені в обіг | Не випущені в обіг |
|                     |                     | 1000 крон | 200 × 134 мм | 15 серпня 1919 р.    | Не випущені в обіг | Не випущені в обіг |

### Проштамповані банкноти (1920)
18 березня 1920 року було проведено штемпелювання банкнот Австро-Угорського банку номіналом від 10 до 10 000 крон. Банкноти в 1 і 2 крони офіційно не штемпелювалися, але відомі проштамповані екземпляри банкнот у 2 крони. Відомі також проштамповані банкноти 10 крон зразка 1904 року, які офіційно були вилучені із обігу 31 грудня 1918 року і не повинні були штемпелюватися.
| Зображення | Зображення | Номінал     | Розмір       | Дата                 | Дата                                                         | Дата                          |
| Аверс      | Реверс     | Номінал     | Розмір       | Вказана на банкнотах | Випуску в обіг банкнот даного зразка Австро-Угорським банком | Вилучення із обігу у Угорщині |
| ---------- | ---------- | ----------- | ------------ | -------------------- | ------------------------------------------------------------ | ----------------------------- |
|            |            | 1 крона     | 112 × 67     | 1 грудня 1916 р.     | 21 грудня 1916 р.                                            | 31 січня 1924 р.              |
|            |            | 2 крони     | 125 × 85     | 1 березня 1917 р.    | 9 липня 1917 р.                                              | 31 січня 1922 р.              |
|            |            | 10 крон     | 150 × 79 мм  | 2 січня 1915 р.      | 24 липня 1916 р.                                             | 31 січня 1924 р.              |
|            |            | 20 крон     | 150 × 89 мм  | 2 січня 1913 р.      | 29 вересня 1913 р. II випуск — 28 жовтня 1918 р.             | 31 січня 1924 р.              |
|            |            | 25 крон     | 135 × 80 мм  | 27 жовтня 1918 р.    | 30 жовтня 1918 р.                                            | 11 листопада 1920 р.          |
|            |            | 50 крон     | 162 × 100 мм | 2 січня 1914 р.      | 18 грудня 1916 р.                                            | 31 січня 1924 р.              |
|            |            | 100 крон    | 163 × 107 мм | 2 січня 1912 р.      | 13 грудня 1912 р.                                            | 30 вересня 1922 р.            |
|            |            | 200 крон    | 168 × 100    | 27 жовтня 1918 р.    | 30 жовтня 1918 р.                                            | 30 вересня 1925 р.            |
|            |            | 1000 крон   | 191 × 127 мм | 2 січня 1902 р.      | 2 січня 1903 р.                                              | 31 серпня 1921 р.             |
|            |            | 10 000 крон | 191 × 127 мм | 2 листопада 1918 р.  | 19 грудня 1918 р.                                            | 5 червня 1921 р.              |

### Розмінні квитки Поштово-ощадного банку (1920)
У листопаді-грудні 1920 року були випущені в обіг розмінні білети Поштово-ощадного банку з номіналом у філерах. Малюнок білета виконав Ференц Хельбінг.
| Зображення          | Зображення          | Номінал    | Розмір     | Дата                 | Дата                 | Дата               |
| Аверс               | Реверс              | Номінал    | Розмір     | Вказана на банкнотах | Випуску в обіг       | Вилучення із обігу |
| ------------------- | ------------------- | ---------- | ---------- | -------------------- | -------------------- | ------------------ |
| Зовнішнє зображення | Зовнішнє зображення | 20 філерів | 87 × 56 мм | 2 жовтня 1920 р.     | 22 листопада 1920 р. | 9 січня 1924 р.    |
| Зовнішнє зображення | Зовнішнє зображення | 50 філерів | 87 × 56 мм | 2 жовтня 1920 р.     | 14 грудня 1920 р.    | 9 січня 1924 р.    |

### Державні грошові знаки (1921–1925)
У травні 1921 року було розпочато випуск державних грошових знаків (Államjegy). Малюнок усіх банкнот зразка 1920, 1922 і 1923 років виконав Ференц Хельбінг.
| Зображення          | Зображення       | Номінал          | Розмір           | Зображення на аверсі                                        | Дата                 | Дата               | Дата               |
| Аверс               | Реверс           | Номінал          | Розмір           | Зображення на аверсі                                        | Вказана на банкнотах | Випуску в обіг     | Вилучення із обігу |
| Зразка 1920 року    | Зразка 1920 року | Зразка 1920 року | Зразка 1920 року | Зразка 1920 року                                            | Зразка 1920 року     | Зразка 1920 року   |                    |
| ------------------- | ---------------- | ---------------- | ---------------- | ----------------------------------------------------------- | -------------------- | ------------------ | ------------------ |
|                     |                  | 1 крона          | 129 × 65 мм      | Жіночий портрет                                             | 1 січня 1920 р.      | 11 липня 1921 р.   | 30 червня 1927 р.  |
|                     |                  | 2 крони          | 131 × 76 мм      | Косар                                                       | 1 січня 1920 р.      | 11 липня 1921 р.   | 30 червня 1927 р.  |
| Зовнішнє зображення |                  | 5 крон           | 128 × 78 мм      | Косар, жінка з дитям                                        | 1 січня 1920 р.      | Не випущена в обіг | Не випущена в обіг |
|                     |                  | 10 крон          | 135 × 79 мм      | Ланцюговий міст Сечені                                      | 1 січня 1920 р.      | 11 липня 1921 р.   | 30 червня 1927 р.  |
|                     |                  | 20 крон          | 143 × 84 мм      | Церква Матяша, Рибальський бастіон і пам'ятник Яношу Гуняді | 1 січня 1920 р.      | 11 липня 1921 р.   | 30 червня 1927 р.  |
|                     |                  | 50 крон          | 150 × 95 мм      | Ференц II Ракоці                                            | 1 січня 1920 р.      | 11 липня 1921 р.   | 30 червня 1927 р.  |
|                     |                  | 100 крон         | 155 × 100 мм     | Матвій Корвін                                               | 1 січня 1920 р.      | 9 травня 1921 р.   | 31 липня 1926 р.   |
|                     |                  | 500 крон         | 170 × 110 мм     | Арпад                                                       | 1 січня 1920 р.      | 9 травня 1921 р.   | 31 липня 1926 р.   |
|                     |                  | 1000 крон        | 193 × 125 мм     | Стефан I Святий                                             | 1 січня 1920 р.      | 9 травня 1921 р.   | 31 липня 1926 р.   |
|                     |                  | 5000 крон        | 205 × 135 мм     | Гуннія                                                      | 1 січня 1920 р.      | 9 травня 1921 р.   | 31 липня 1926 р.   |
|                     |                  | 10 000 крон      | 211 × 144 мм     | Patrona Hungariae (Богородиця — покровителька Угорщині)     | 1 січня 1920 р.      | 9 травня 1921 р.   | 31 липня 1926 р.   |
| Зразка 1922 року    |                  |                  |                  |                                                             |                      |                    |                    |
|                     |                  | 25 000 крон      | 213 × 147 мм     | Patrona Hungariae (Богородиця — покровителька Угорщині)     | 15 серпня 1922 р.    | 6 вересня 1922 р.  | 31 липня 1926 р.   |
| Зразка 1923 року    |                  |                  |                  |                                                             |                      |                    |                    |
|                     |                  | 100 крон         | 119 × 72 мм      | Матвій Корвін                                               | 1 липня 1923 р.      | 18 березня 1924 р. | 30 червня 1927 р.  |
|                     |                  | 500 крон         | 128 × 74 мм      | Арпад                                                       | 1 липня 1923 р.      | 20 червня 1924 р.  | 30 червня 1927 р.  |
|                     |                  | 1000 крон        | 136 × 78 мм      | Стефан I Святий                                             | 1 липня 1923 р.      | 15 вересня 1923 р. | 30 червня 1927 р.  |
|                     |                  | 5000 крон        | 139 × 83 мм      | Гуннія                                                      | 1 липня 1923 р.      | 18 березня 1924 р. | 30 червня 1927 р.  |
|                     |                  | 10 000 крон      | 145 × 88 мм      | Patrona Hungariae (Богородиця — покровителька Угорщині)     | 1 липня 1923 р.      | 18 березня 1924 р. | 30 червня 1927 р.  |
|                     |                  | 25 000 крон      | 145 × 98 мм      | Владислав I Святий                                          | 1 липня 1923 р.      | 19 травня 1924 р.  | 30 червня 1927 р.  |
|                     |                  | 50 000 крон      | 165 × 105 мм     | Жіночий портрет                                             | 1 травня 1923 р.     | 16 липня 1923 р.   | 30 червня 1927 р.  |
|                     |                  | 100 000 крон     | 165 × 105 мм     | Жіночий портрет                                             | 1 травня 1923 р.     | 30 липня 1923 р.   | 30 червня 1927 р.  |
|                     |                  | 500 000 крон     | 185 × 85 мм      | Жіночий портрет                                             | 1 липня 1923 р.      | 23 лютого 1924 р.  | 30 червня 1928 р.  |
|                     |                  | 1 000 000 крон   | 185 × 85 мм      | Жіночий портрет                                             | 4 вересня 1923 р.    | 31 березня 1924 р. | 30 червня 1928 р.  |

Державні грошові знаки друкувалися в основному двома виготівниками: Orell Füssli (Цюрих, Швейцарія) і Magyar Pénzjegynyomda Rt. (Будапешт). Назва підприємства вказувалася на аверсі купюр, в нижній частині. Банкноти номіналом від 1 до 20 крон зразка 1920 років друкувалися в Будапешті, без вказання виготівника.
На аверсі банкнот номіналом від 50 крон в лівому нижньому кутку також вказувалося одне з буквених позначень: T.W., T WILLI або W.
| Позначення на купюрах | Позначення на купюрах                                                |
| --------------------- | -------------------------------------------------------------------- |
|                       | ORELL FÜSSLI ZÜRICH (на 50 кронах зразка 1920 року)                  |
|                       | Magyar Pénzjegynyomda Rt. Budapest. (на 100 кронах зразка 1923 року) |
|                       | T. W. (на 100 кронах зразка 1923 року)                               |

### Наддруки в пенге (1927–1928)
Після введення пенге на деякі номінали банкнот зразка 1923 року способом надруку наносився новий номінал у пенге або філерах.
| 1000 крон 8 філерів | 5000 крон 40 філерів | 10 000 крон 80 філерів | 25 000 крон 2 пенге | 50 000 крон 4 пенге | 100 000 крон 8 пенге | 500 000 крон 40 пенге | 1 000 000 крон 80 пенге |
| ------------------- | -------------------- | ---------------------- | ------------------- | ------------------- | -------------------- | --------------------- | ----------------------- |
|                     |                      |                        |                     | Зовнішнє зображення |                      | Зовнішнє зображення   | Зовнішнє зображення     |

## Монети
Монети в 10 і 20 філерів 1920–1922 років карбувалися в Будапешті за типом австро-угорських монет зразка 1914 року. Зовнішній вигляд і характеристики монет не змінювалися, у тому числі і позначення монетного двору в Кермецбанья — KB.
| Аверс | Реверс | Номінал    | Діаметр, мм | Товщина, мм | Маса, г | Метал  | Гурт      | Роки карбування | Вилучені із обігу |
| ----- | ------ | ---------- | ----------- | ----------- | ------- | ------ | --------- | --------------- | ----------------- |
|       |        | 10 філерів | 19          | 1,5         | 2,5     | Залізо | ребристий | 1920            | 31 грудня 1926    |
|       |        | 20 філерів | 21          | 1,5         | 3,33    | Залізо | гладкий   | 1920—1922       | 31 грудня 1926    |

У 1920 році були виготовлені пробні екземпляри монетоподібних грошових знаків з картону номіналом в 50 філерів, 1, 2 і 5 крон. На аверсі — зображення герба Угорщини, на реверсі — номінал.
| Зображення          | Номінал    | Діаметр, мм | Матеріал | Рік виготовлення |
| ------------------- | ---------- | ----------- | -------- | ---------------- |
| Зовнішнє зображення | 50 філерів | 30          | Картон   | Не вказаний      |
| Зовнішнє зображення | 1 крона    | 35          | Картон   | Не вказаний      |
| Зовнішнє зображення | 2 крони    | 40          | Картон   | Не вказаний      |
| Зовнішнє зображення | 5 крон     | 44          | Картон   | Не вказаний      |

У 1922 році приватним монетним двором «Huguenin Freres» у Ле-Локле (Швейцарія) з різних металів і сплавів було виготовлено пробні монети номіналом у 5 крон.
| Аверс | Реверс | Номінал | Діаметр, мм | Товщина, мм | Маса, г | Метал                                                                                | Гурт      | Роки карбування |
| ----- | ------ | ------- | ----------- | ----------- | ------- | ------------------------------------------------------------------------------------ | --------- | --------------- |
|       |        | 5 крон  | 24          | 2           | 1,88    | Нікель, мідно-нікелевий сплав, бронза, алюмінієва бронза, мідь, латунь, томпак і ін. | ребристий | 1922            |

## Курси валют, індекс цін[31]
| Рік  | Курс крони на цюріхській біржі | Курс долара США (у кронах) |
| ---- | ------------------------------ | -------------------------- |
| 1918 | 0,30                           | 11,83                      |
| 1920 | 0,0129                         | 383                        |
| 1922 | 0,0022                         | 2246                       |
| 1924 | 0,000575                       | 72 000                     |

| Рік  | Індекс цін (в порівнянні з липнем 1914) |
| ---- | --------------------------------------- |
| 1914 | 1                                       |
| 1918 | 2,3                                     |
| 1919 | 9,2                                     |
| 1920 | 48                                      |
| 1921 | 85                                      |
| 1922 | 280                                     |
| 1923 | 3500                                    |
| 1924 | 14 000                                  |